# Conte du naufragé
Le Conte du naufragé (ou Le naufragé) est un récit égyptien datant du Moyen Empire, écrit en hiératique sur le Papyrus Ermitage 1115. Découvert par l'égyptologue russe Woldemar Golénicheff en 1880, celui-ci le présente l'année suivant au Congrès international des orientalistes de Berlin. Bien qu'il n'en publie pas le texte, il en édite une traduction en français. L'objet est conservé au Musée égyptien de l'Ermitage, à Saint-Pétersbourg.
Le conte du naufragé raconte les aventures d'un Égyptien qui, après avoir fait naufrage, parvient à gagner une île, puis regagne son pays natal, chargé des trésors de cette île.
Le début du document est perdu, mais l'essentiel du texte conservé a permis sa traduction.
Il a été inclus par l'égyptologue français Gaston Maspero dans son recueil Les Contes populaires de l'Égypte ancienne, publié pour la première fois en 1889.

## Résumé
Un Égyptien raconte à un gouverneur comment, un jour, son navire fit naufrage durant une tempête qui tua tout son équipage. Il fut déposé sur une île où il passa trois jours seul. En cherchant de la nourriture, il découvrit que l’île regorgeait de denrées telles que du raisin, des figues et plusieurs espèces de légumes. Tandis qu'il remerciait les dieux, un serpent géant (haut de trente coudées selon le récit, soit environ quinze mètres) et portant une barbe fit son apparition. Ce serpent, dont la peau était en or et les yeux en lapis-lazuli, demanda au naufragé les raisons de sa venue sur l’île. Le naufragé, stupéfait, fut emmené dans le repaire du serpent et parla enfin pour lui raconter son arrivée sur l’île. Le serpent rassura le naufragé en lui prédisant qu’il passerait quatre mois sur l’île et qu’ensuite un bateau de son pays viendrait le chercher pour le ramener. Après cette révélation, le naufragé promit d’honorer le serpent une fois rentré et de parler de lui au roi. Il promit aussi de lui faire apporter toutes sortes d’offrandes comme de la myrrhe et de l’encens. Mais le serpent se moqua du naufragé, car ces choses se trouvaient en abondance sur l’île et il n’en avait pas besoin. Le serpent dit aussi au naufragé qu’une fois qu’il aurait quitté l’île, celle-ci disparaitrait parmi les flots.
Quand enfin le bateau de sauvetage arriva, le serpent demanda au naufragé de parler de lui dans sa cité et lui donna de nombreuses marchandises comme de la myrrhe, de l’huile ou des défenses d’éléphants, entre autres choses. En arrivant, le naufragé alla voir le roi pour lui offrir la marchandise et parler du serpent. Pour sa générosité, le roi promut le naufragé au rang de suivant et lui donna 200 esclaves.

## Analyse

### Histoire et style d'écriture
En introduction à sa version du conte, Gaston Maspero explique ne pas savoir où le manuscrit a été trouvé, ni comment il est arrivé en Russie, ni quand il est entré en possession du musée. Il n'était pas ouvert quand Woldemar Golénicheff le découvrit en 1880. Le document est de la même écriture que les papyrus 1 à 4 de Berlin et remonte également à avant la XVIIIe dynastie. Il contient cent quatre-vingt-neuf colonnes verticales et lignes horizontales de texte. Il est complet du début jusqu'à la fin et intact à quelques mots près. Maspero estime que la langue employée dans sa rédaction est claire et élégante, c'est à peine si certains termes sont difficiles à déchiffrer ou des formes grammaticales sont ambigües. L'œuvre deviendra ainsi un classique pour les Égyptiens de l'époque, tout comme le Conte des deux frères pour la XIXe dynastie.
Selon Maspero, l'auteur de ce roman l'a conçu comme un de ces rapports que les officiers égyptiens rédigeaient à leur maître. Plusieurs d'entre eux ont d'ailleurs été reproduits dans les tombeaux des princes d'Éléphantine de la VIe dynastie. L'un des subordonnés de l'explorateur, peut-être l'auteur du rapport, annonce à son chef que son vaisseau est arrivé en Égypte, près de là où réside la cour. Ce dernier l'invite à prendre ses précautions lors de la présentation de son rapport au Pharaon. Le navire de l'expédition a été perdu en route. Le chef, recueilli par un navire qui l'amène, sera sûrement examiné de près. Il sera même condamné si l'on reconnaît que le désastre a été provoqué par une faute grave de sa part. Pour le rassurer sur le résultat de l'enquête, le scribe lui raconte qu'il avait su se tirer d'affaires à son avantage dans une circonstance analogue. L'égyptologue allemand Kurt Sethe pense que la scène se déroule à Éléphantine, sachant que la cour y résidait. C'est ce qui conduit son collègue britannique Alan Henderson Gardiner à se demander si nous n'avons pas ici le reste d'un cycle de contes éléphantites.

### Le naufragé et le serpent
Arrivé sur l'île, le naufragé passe trois jours seuls, trouvant de quoi se nourrir, grâce aux poireaux, melons, baies, poissons et oiseaux qui s'y trouvent. Mais lorsqu'il y fit un feu pour réaliser un holocauste aux dieux, surgit alors un serpent géant, maître des lieux. Or, dans l'Égypte antique, les invocations n'ont effet que si l'on brûle une substance comme du parfum, préparée selon les règles. Peut-être que ce passage de l'histoire peut être considéré comme une invocation. Peut-être faut-il se borner à admettre que, parmi les plantes poussant sur l'île, s'en trouve qui ont le pouvoir d'appeler le génie de l'île, sans même qu'il y eut de volonté d'accomplir un rite magique. Face à l'arrivée de la créature, l'homme est d'abord incapable de répondre, l'effroi lui ayant ôté l'usage de ses sens (un passage similaire existe dans Les mémoires de Sinouhît). Puis, il répond en pendant ses mains devant lui. C'est la posture dans laquelle les monuments nous représentent les suppliants ou les inférieurs devant le maître.
Le serpent raconte vivre au milieu de ses frères et enfants, portant le tout à soixante-quinze serpents. Sur l'île se trouve aussi une jeune fille qui lui a été amenée sur place par art magique. En effet, une étoile est tombée et ceux qui étaient dans le feu avec elle en sortent. Ils auraient tué le serpent s'il avait été là, mais ça n'a pas été le cas et il a retrouvé la fille plus tard au milieu de cadavres. Le passage concernant la comète n'est pas clair. Golénicheff considère que la jeune fille n'existe plus au moment où le serpent narre sa naissance, ayant été réduite en cendre par les flammes de l'étoile filante. Maspero estime au contraire qu'elle vit encore, mais le serpent s'excuse de ne pas pouvoir expliquer comment elle est née. Il n'a pu s'approcher de l'endroit où l'étoile est tombée qu'après que l'incendie qui en a résulté se fut éteint. Il a trouvé la fille seule parmi les cadavres, sans qu'il ait pu voir la manière dont elle est venue au monde. Golénicheff a vu dans l'épisode de la jeune fille une rédaction très écourtée et devenue peu intelligible d'un conte différent dont elle était l'héroïne. Il approche cet épisode de la légende arabe de l'île brûlée, située dans la mer des Zendjes. Quant à Maspero, il souligne que c'est la seule mention d'une étoile filante qu'il connaisse dans un texte égyptien. Ce passage souligne que les Égyptiens considéraient cette masse comme habitée par des génies, qui en sortaient au choc et se dévoraient de leurs propres flammes. L'exemple de la jeune fille prouve qu'on pensait alors que ces génies pouvaient survivre et s'acclimater sur Terre, incendiée tous les trente ans par une comète malfaisante.
À la fin du séjour du naufragé sur l'île, le serpent lui offre de nombreux cadeaux : de la myrrhe, du poivre, du fard, de la poudre d'antimoine, des queues d'hippopotames, des éléphants, des cynocéphales, des girafes, etc. Bien que paraissant étrange, cette énumération est authentique. Il est possible de retrouver la même sur le monument où la reine Hâtshopsouîtou fit représenter le voyage de découverte qu'une escadre envoyée par elle entreprit au pays de Pouanît (ou pays de Pount). Malheureusement, la plupart des substances ne sont pas connues ; il faut alors se contenter de retranscrire les noms anciens ou émettre des conjectures sur le sens de chaque terme.
Claire Lalouette, dans une note de sa version du conte, souligne que le serpent, dont le corps semble se renouveler de lui-même après chaque mue, est le symbole de l'immortalité que connaissent les dieux chez les Anciens. Se nourrissant dans la terre du suc des plantes toujours vivaces, il est tenu comme le détenteur de la plante de vie, également liée à l'idée d'immortalité. Dans ce conte, l'encens sera cette plante privilégiée. En égyptien, elle se dit « sentjer » (littéralement, « ce qui rend divin »).

### Navigation dans l'Égypte antique

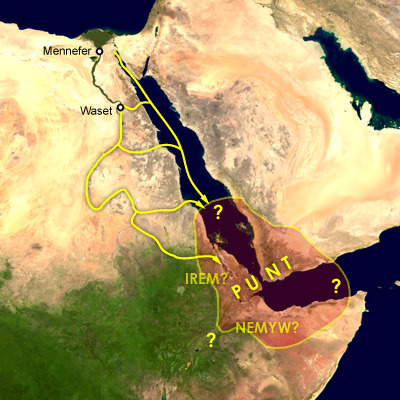
Emplacement supposé du « Pays de Pount ».

Maspero souligne que les modernes, sur foi des anciens, ont longtemps cru que l'Égypte antique ne disposait ni de matelots, ni de flotte nationale. Selon eux, si Hâtshopsouîtou supervisa des voyages d'exploration et Ramsès III remporta des victoires navales, c'étaient grâce à des marins phéniciens œuvrant sous bannière égyptienne. Mais différentes œuvres contredisent cette idée. L'une est Le voyage d'Ounamounou aux côtes de Syrie, narrant un périple se déroulant au XIIe siècle av. J.-C. L'autre est le conte qui nous intéresse ici. Les monuments nous avaient déjà fait connaître des expéditions maritimes au pays de Pount sous les rois des VIe et XIe dynasties. Cette œuvre nous apprend que les matelots envoyés par les souverains de la XIIe dynastie pour aller acheter les parfums et autres denrées d'Arabie étaient bien des Égyptiens. La mise en scène du début de l'histoire est étrange. Un personnage envoyé en mission revient après une croisière malheureuse où il a perdu son navire. Un de ses compagnons, peut-être le capitaine du vaisseau qui l'a recueilli, l'encourage à se présenter devant le pharaon pour plaider sa propre cause. Afin de le rassurer, il lui raconte une histoire similaire qui lui était arrivé. Le récit est bâti sur le modèle des notices biographiques que les grands seigneurs faisaient graver sur les murs de leur hypogée ou des rapports qu'ils adressaient à leur maître après chaque mission accomplie. Les phrases sont les mêmes que les scribes écrivaient dans leurs comptes-rendus d'affaires de service. Le nomarque Amoni-Amenemhaît, plus ou moins contemporain de l'ouvrage, utilisait une formule similaire dans ses mémoires :

« Je remontai le Nil afin d'aller chercher les produits de diverses sortes d'or pour la majesté du roi, Kopirkerîya ; je le remontai avec le prince héréditaire, fils aîné légitime du roi, Amoni, v. s. f. ; je le remontai avec un nombre de quatre cents hommes de toute l'élite de ses soldats. »

Dans le conte, le serpent prédit au naufragé qu'il sera secouru au bout de quatre mois par des marins qu'il connait, pour ensuite retourner dans son pays et mourir dans sa ville. Golénicheff voit dans ce passage la preuve des communications régulières à l'époque entre l'Égypte et le pays de Pount, entretenues par un navire égyptien amenant là bas des expéditions de commerce trois fois par an. C'est en effet à ce fameux navire que l'auteur du conte semble faire allusion, le marin étant censé attendre son retour périodique. Bien que Maspero estime cette hypothèse possible, il préfère y voir dans ce récit merveilleux la manifestation de la prescience du serpent. Dans la même veine, les marins qui étaient censés être morts dans le naufrage réapparaissent miraculeusement pour porter secours au héros. L'égyptologue compare cette résurrection avec celle survenue dans le conte L'aventure de Satni-Khâmoîs avec les momies (première histoire du Cycle de Satni-Khâmoîs). Les enfants du héros, égorgés et jetés en pâture aux chiens pendant l'histoire, reparaissent plus tard vivant à Memphis.
Golénicheff compare cette histoire avec un autre conte, Sinbad le marin. Cependant, Maspero souligne les serpents que rencontre le voyageur arabe sont loin d'être aussi accommodants que celui que rencontre l'Égyptien. Et puis, le Conte du naufragé ne peut pas être une version égyptienne du conte irakien. Naturellement, les récits merveilleux naissent de la bouche de matelots. Ils présentent nécessairement un certain nombre de traits communs : orage, unique rescapé d'un naufrage, île peuplée de monstres parlants, retour au pays inespéré avec une cargaison de richesse... Le scribe du récit qui nous intéresse avait à sa disposition des capitaines au long cours et leurs récits.

### Géographie antique

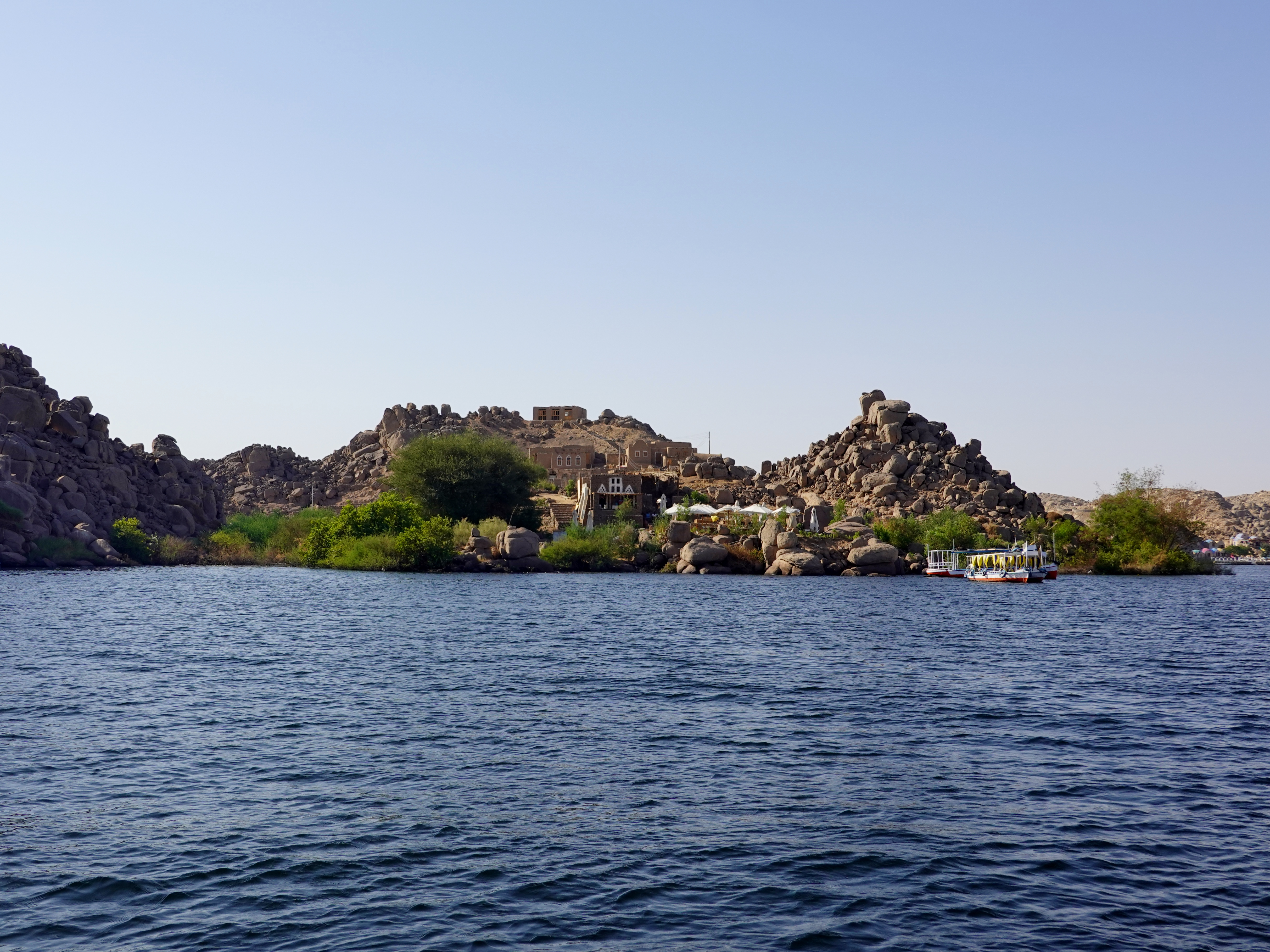
Île de Biggeh.

Avant même la Ve dynastie, on naviguait sur la mer Rouge jusqu'au pays des aromates, ainsi que sur la Méditerranée jusqu'aux îles du littoral asiatique. Les noms géographiques épars dans notre récit indiquent que le héros se dirige vers le sud, se rendant aux mines de Pharaon. Le récit du nomarque Amoni-Amenemhaît nous apprend qu'elles étaient situées en Éthiopie, dans la région de l'Etbaye, accessible par le Nil. Aussi, le naufragé nous explique qu'après aux confins du pays des Ouaouaîtou (ou pays d'Ouaouaît, situé au-delà de la seconde cataracte), au sud de la Nubie, il est passé devant Sammouît, c'est-à-dire l'île de Bîgéh, à la première cataracte. Il a remonté le fleuve, est entré dans la mer, où une longue navigation a mené son navire jusque dans le rivage du pays de Pount, avant de revenir en thébaïde par la même voie. Cependant, Adolf Erman pense que seul le retour a eu lieu par le fleuve, l'aller s'étant réalisé à travers la mer Rouge. Un lecteur moderne est perdu face à cette manière de procéder. Il suffit pourtant d'examiner des cartes des XVIe et XVIIIe siècles pour comprendre ce que le scribe a voulu dire. Le centre de l'Afrique y est occupé par un immense lac d'où sont issus, d'un côté le Congo et le Zambèze, de l'autre le Nil.

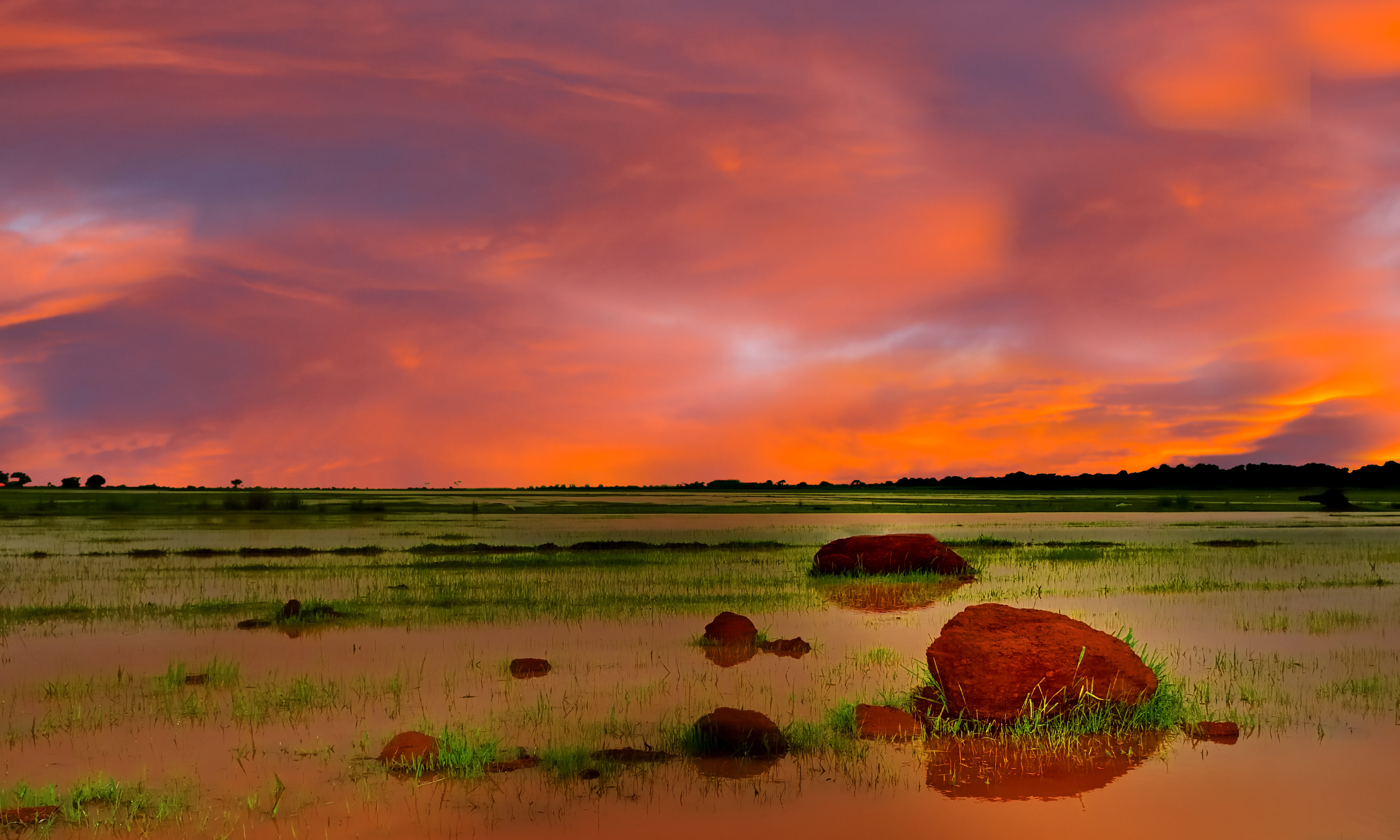
Rivière Jur, cours supérieur de la rivière Bahr al-Ghazal au Soudan du Sud.

Les géographes alexandrins étaient convaincus que l'Astapus et l'Astaboras, le Nil bleu et le Tacazzé poussaient vers l'est des bras établissant la communication avec la mer Rouge. Les marchands arabes croyaient qu'en suivant le Nil, ils pouvaient atteindre le pays des Zindjes, avant de déboucher dans l'océan Indien. Pour Hérodote et ses contemporains, le Nil dérivait du fleuve Océan. Arabes comme Grecs n'avaient pas inventé cette conception ; ils reprenaient la tradition égyptienne. Celle-ci pourrait avoir des fondements plus sérieux que de prime abord. La plaine basse et marécageuse où le Bahr el-Abiad s'unit actuellement au Sobat et au Bahr el-Ghazâl était autrefois un lac plus grand que le Nyanza Kéréwé actuellement. Les alluvions l'ont progressivement comblé, à l'exception d'un creux plus profond que le reste, le Birket Nou, qui à l'époque de Maspero se colmate de jour en jour. Mais aux XVIe et XVIIe siècles av. J.-C., il devait être suffisamment vaste pour donner aux soldats et bateliers égyptiens l'impression d'une mer ouverte sur l'océan Indien.

### L'île des morts?
L'île pourrait donc être localisée géographiquement ? L'égyptologue Hélène Bouillon souligne que le conte parle du pays de Pount, généralement localisé vers la Corne de l'Afrique. Toutefois, de nombreux détails stylistiques rapprochent plutôt cette histoire de traditions littéraires proche-orientales. Par exemple la répétition mot pour mot de passages entiers au fur et à mesure du récit, l'apparition cataclysmique d'un être serpentiforme, ainsi que l'existence d'un pays merveilleux au-delà de la mer, rappelant le Dilmoun des Sumériens.
Selon Maspero, l'île est dépeinte comme un lieu fantastique qui n'est pas accessible à tous. Quiconque en sort ne peut plus y retourner, puisqu'elle s'enfonce sous les flots. C'est un prototype de terres enchantées parfois aperçues par les marins médiévaux parmi les brumes de l'horizon et qui s'évanouissaient lorsqu'ils s'en approchaient, comme la légendaire île de Saint-Brendan. Le nom de notre île, Ka, est significatif. Erman, qui reconnaît dans le nom le terme Kaou (vivres, provisions) la nomme île des Provisions. Golénicheff, refusant de reconnaître dans le terme Ka un autre sens que "esprit" ou "génie", l'appelle île des génies et île enchantée. Maspero, lui, l'appelle île de Double ; pour lui, le Double en question est l'âme qui survit au corps et qu'il faut habiller, loger et nourrir dans l'autre monde. Mais la notion de Ka est difficilement traduisible et définissable, n'ayant pas d'équivalent dans les langues européennes. L'égyptologue Hélène Bouillon souligne qu'il fait partie des composants de l'être humain. Elle le qualifie d'énergie vitale figurant tous les appétits, aussi bien alimentaires que sexuels. Celui-ci s'incarne dans la statue ou la momie du défunt et doit rester dans sa tombe. Cette notion est plus complexe concernant les dieux : ils sont supposés avoir plusieurs ka, qui sont toutes ses manifestations créatrices et s'incarnent dans sa statue de culte. Bouillon relève dans le conte que le corps du serpent est fait d'or, comme celui des dieux. À ce propos, Maspero souligne que le naufragé traite le serpent en divinité égyptienne et le flatte en lui parlant de ses âmes, quand il lui dit « je décrirai tes âmes au Souverain ». Chacune d'entre elles répondant à une qualité ou un sens, décrire les âmes d'un personnage consistait à tracer son portrait physique et moral.
Une île de Double est, d’après Maspero, donc celle où l'âme des morts habite, analogue aux Îles Fortunées. Les géographes de l'époque alexandrine la connaissaient. C'est d'après eux que le naturaliste romain Pline l'Ancien indique une île des morts cachée dans les brouillards dans son Histoire naturelle (publiée vers 77), qui tout comme l'île du Double se dissimule au creux des vagues. Elle n'était que le reste d'une Terre des Doubles, que les Égyptiens de l'empire memphite localisaient près du pays de Pount et de la région des Aromates. Elle est mentionnée dans l'inscription de Hirkhouf. Le serpent qui la surveille est-il un Double ou le surveillant de la demeure des Doubles ? Maspero penche d'autant plus pour la seconde option que, dans tous les livres sacrés, tels que le Livre des morts des Anciens Égyptiens, la garde de l'endroit où vivent les âmes est assurée généralement par des serpents d'espèce diverses. Les Doubles étaient trop ténus pour que l'œil des vivants ne les aperçut ; aussi n'en est-il pas question dans ce conte. Le gardien était pétri plus solidement et c'est pour cela que le naufragé peut interagir avec lui. Lucien, dans son récit parodique Histoire véritable, ne met pas autant de façons. À peine débarqué dans les Champs-Élysées, il lie commerce d'amitié avec les mânes et fréquente les héros d'Homère. Le but était là de se moquer des romans maritimes de l'époque. Le scribe égyptien croyait en l'existence des îles où séjournent les morts ; il conformait donc les aventures de son héros aux règles de la religion.
Le voyage du héros vers l'île de Double peut être considéré comme une pointe poussée dans le domaine de la théologie. D'après une des doctrines les plus répandues, une fois mort, l'Égyptien ne joignait l'autre monde qu'une fois avoir accompli une longue traversée. Dès son enterrement, il embarquait sur le Nil et se rendait à l'ouest d'Abydos, où le canal osiriaque le menait hors de notre terre. Les monuments nous le représentent dirigeant lui-même son navire et voguant à pleines voiles sur la mer mystérieuse d'Occident. Mais le but de sa course n'y est pas mentionné. D'une manière générale, on savait bien qu'il finirait par aborder le pays qui mêle les hommes (pour reprendre l'expression des textes égyptiens), où il menait une existence proche de celle qu'il menait sur Terre. Mais les informations sur l'emplacement de ce pays sont contradictoires. La croyance à la mer d'Occident pourrait être un souvenir de l'époque très reculée où les bas-fonds du désert libyen, actuellement appelés Bahr Belâ mâ (fleuves sans eau) n'étaient pas encore asséchés. Ils formaient une barrière de lacs et de marais en avant de la vallée. Quoi qu'il en soit, Maspero considère comme indiscutable le rapport entre le voyage du personnage et celui du mort sur la mer d'Occident. Ainsi, ce conte n'est qu'une transformation romanesque d'une donnée théologique. C'est le premier récit connu où l'imagination populaire se complet à représenter un vivant admis impunément chez les morts. C'est en quelques sortes un lointain ancêtre de la Divine Comédie de Dante Alighieri,. Claire Lalouette, dans une note de sa version du conte, compare cette île qui disparait dans les flots à l'île de Schéria après le départ d'Ulysse (Odyssée d'Homère), ainsi que celle où vivait le sage Oupa-Naphistim après celui de Gilgamesh (dans l'Épopée de Gilgamesh). Dans une note sur le récit du conflit entre Horus et Seth, elle présente l'île du milieu sur laquelle se réunit l'Ennéade pour arbitrer comme un lieu mythique, éloigné de la présence des hommes, ce qui explique que c'est une résidence choisie pour les dieux. Elle compare cette île avec celle du naufragé.